# 溝口真希子
溝口 真希子（みぞぐち まきこ、1976年 - ）は、日本の劇作家、脚本家、演出家、映画監督。演劇ユニット「ブス会＊」主宰者。「ペヤンヌマキ」名義で主たる活動を行っている。

## 来歴・人物
長崎県西彼杵郡長与町出身。長与町立長与小学校、長与町立長与中学校卒業。長崎県立長崎北陽台高等学校卒業。早稲田大学第一文学部卒業。
1996年、早稲田大学在学中、三浦大輔主宰の劇団「ポツドール」の旗揚げに参加。
2000年、三浦大輔と共同監督した自主映画「はつこい」が第25回ぴあフィルムフェスティバル審査員特別賞受賞、PFFin神戸でグランプリを受賞。
2006年にポツドール初の番外公演「女のみち」上演。脚本・演出を手掛ける。2007年“女”シリーズとして第2弾「女の果て」を上演。
2010年、演劇ユニット・ブス会を旗揚げ。
2015年、『男たらし』が第59回岸田國士戯曲賞の最終候補に。
続く2016年にも『お母さんが一緒』が第60回岸田國士戯曲賞最終候補に選出される。
2022年4月10日、任期満了に伴う杉並区長選挙に向けて結成された市民グループ「住民思いの杉並区長をつくる会」は、ベルギー在住のNGO職員の岸本聡子を擁立した。東京都が主体の道路拡張計画による住居立ち退きに危機を感じていた溝口は、4月26日から岸本の街頭演説のそばでビラ配りを始めた。5月2日には人からカメラを借り、岸本と岸本を支援する住民らを動画で撮影し続けた。区長選挙でYouTube配信していたシリーズ動画「○月○日、区長になる女」を元にした映画をペヤンヌマキ名義で監督。2024年1月、『映画 ○月○日、区長になる女。』を発表した。

## 主な作品

### 舞台
ポツドール「女」シリーズ公演
- 女のみち（2006年、THEATER/TOPS） - 作・演出
- 女の果て（2007年、赤坂RED/THEARTR） - 作・演出

演劇ユニット「ブス会＊」公演
- 女の罪（2010年、リトルモア地下） - 作・演出
- 淑女（2011年、リトルモア地下） - 作・演出
- 女のみち2012（2012年、下北沢ザ・スズナリ） - 作・演出
- 男たらし（2014年、下北沢ザ・スズナリ） - 作・演出
- 女のみち2012 再演（2015年、東京芸術劇場シアターイースト） - 作・演出
- お母さんが一緒（2015年、下北沢ザ・スズナリ） - 作・演出

### 映画
- 自主映画『はつこい』（2000年）- 監督（三浦大輔と共同監督）
- ドキュメンタリー映画『映画 ○月○日、区長になる女。』（2024年）- 監督（「ペヤンヌマキ」名義）

### テレビドラマ
- リテイク 時をかける想い 第3話（2016年12月17日、フジテレビ）　- 　脚本
- 吉祥寺だけが住みたい街ですか? 第5話・第6話（2016年11月12日・19日、テレビ東京） - 監督[16]
- 恋のツキ 第三話・第五話・第七話・第十話（2018年8月10日 - 9月28日、テレビ東京・Netflix） - 脚本
- 来世ではちゃんとします（テレビ東京）- 脚本
  - シーズン1 第1話 - 第4話・第9話 - 第12話（2020年1月9日 - 10月12日）
  - シーズン2 第1話 - 第3話・第5話 - 第8話（2021年8月12日 - 9月30日）
  - お正月初夢SP（2022年1月1日）
- 有村架純の撮休 第2話（2020年3月28日、WOWOWプライム） - 脚本
- 恋の切れ目がおカネのはじまり?（2020年9月15日 - 10月6日、Paravi） - 脚本
- 竹内涼真の撮休 第5話（2020年12月5日、WOWOWプライム） - 脚本[17]
- 東京、愛だの、恋だの 第2話・第4話・第5話（2021年9月11日 - 10月16日、Paravi） - 脚本
- 雨の日（2021年11月3日、NHK総合） - 脚本

## 出演

### ウェブ番組
- ポリタスTV（YouTube、2024年1月1日）

## 著書
- ぺヤンヌマキ『たたかえ! ブス魂 コンプレックスとかエロとか三十路とか』ベストセラーズ、2013年8月21日。ISBN 978-4584135198。